# Elezioni legislative in Svezia del 2010
Le elezioni legislative in Svezia del 2010 si tennero il 19 settembre per il rinnovo del Riksdag. Esse videro fronteggiarsi due schieramenti principali:
- Alleanza per la Svezia, costituita da Partito Moderato, Partito di Centro, Partito Popolare Liberale e Democratici Cristiani;
- Blocco Rosso-Verde, formato da Partito Socialdemocratico, Partito della Sinistra e Partito Ambientalista i Verdi.

In seguito alla vittoria di Alleanza per la Svezia, Fredrik Reinfeldt, espressione del Partito Moderato, fu confermato Ministro di Stato.

## Risultati
| Liste                                              | Voti      | %     | Seggi |
| -------------------------------------------------- | --------- | ----- | ----- |
| Partito Socialdemocratico dei Lavoratori di Svezia | 1 827 497 | 30,66 | 112   |
| Partito Moderato                                   | 1 791 766 | 30,06 | 107   |
| Partito Ambientalista i Verdi                      | 437 435   | 7,34  | 25    |
| Partito Popolare Liberale                          | 420 524   | 7,06  | 24    |
| Partito di Centro                                  | 390 804   | 6,56  | 24    |
| Democratici Svedesi                                | 339 610   | 5,70  | 20    |
| Partito della Sinistra                             | 334 053   | 5,60  | 19    |
| Democratici Cristiani                              | 333 696   | 5,60  | 19    |
| Altri                                              | 85 023    | 1,43  | –     |
| Totale                                             | 5 960 408 | 100   | 349   |